# CIM-10 Capítol XVI: Certes afeccions originades en el període perinatal
| Capítol | Codis   | Títol |
| ------- | ------- | --- |
| I       | A00-B99 | Certes malalties infeccioses i parasitàries                                                                  |
| II      | C00-D48 | Neoplàsies                                                                                                   |
| III     | D50-D89 | Malalties de la sang i dels òrgans hematopoètics i altres trastorns que afecten el mecanisme de la immunitat |
| IV      | E00-E90 | Malalties endocrines, nutricionals i metabòliques                                                            |
| V       | F00-F99 | Trastorns mentals i del comportament                                                                         |
| VI      | G00-G99 | Malalties del sistema nerviós                                                                                |
| VII     | H00-H59 | Malalties de l'ull i els seus annexos                                                                        |
| VIII    | H60-H95 | Malalties de l'oïda i de l'apòfisi mastoide                                                                  |
| IX      | I00-I99 | Malalties del sistema circulatori                                                                            |
| X       | J00-J99 | Malalties del sistema respiratori                                                                            |
| XI      | K00-K93 | Malalties de l'aparell digestiu                                                                              |
| XII     | L00-L99 | Malalties de la pell i el teixit subcutani                                                                   |
| XIII    | M00-M99 | Malalties del sistema osteomuscular i del teixit connectiu                                                   |
| XIV     | N00-N99 | Malalties de l'aparell genitourinari                                                                         |
| XV      | O00-O99 | Embaràs, part i puerperi                                                                                     |
| XVI     | P00-P96 | Certes afeccions originades en el període perinatal                                                          |
| XVII    | Q00-Q99 | Malformacions congènites, deformitats i anomalies cromosòmiques                                              |
| XVIII   | R00-R99 | Símptomes, signes i troballes anormals clíniques i de laboratori, no classificats en un altre lloc           |
| XIX     | S00-T98 | Traumatismes, enverinaments i algunes altres conseqüències de causa externa                                  |
| XX      | V01-Y98 | Causes externes de morbiditat i de mortalitat                                                                |
| XXI     | Z00-Z99 | Factors que influeixen en l'estat de salut i contacte amb els serveis de salut                               |
| XXII    | O00-U99 | Codis per a situacions especials                                                                             |

La 10a Revisió de la Classificació Estadística Internacional de les Malalties i Problemes de Salut Relacionats (CIM-10) és una codificació de malalties, trastorns, signes, símptomes, troballes anormals, denúncies, circumstàncies socials i causes externes de lesions o malalties, segons la classificació de l'Organització Mundial de la Salut (OMS). Aquesta pàgina conté la llista de problemes del capítol XVI de la CIM-10: Certes afeccions originades en el període perinatal. 
- Sols apareixen els problemes codificats amb la lletra del capítol i dos dígits (per exemple A00), amb tres dígits (separada l'últim dígit per un punt, per exemple A04.0), i rarament amb quatre dígits.
- S'han exclòs els problemes de més de dos dígits que fan referència a "altres" problemes especificats (però no definits) o a problemes no especificats; aquests dos casos corresponen, respectivament, als dígits finals 8 i 9.
- També s'han exclòs els problemes de més de dos dígits que no aporten problemes de salut "diferents" dels de l'enunciat principal i que sols modifiquen "qualitativament" el problema de salut al qual fan referència. Per exemple: A00 és el codi pel còlera, però no s'han presentat els codis A00.1 i A00.2 que diferencien el còlera segons dos tipus de bacteri que el provoquen.

## P00-P04 - Fetus i nadó afectats per factors materns i complicacions de l'embaràs, el treball de part i el part
- (P00) Fetus i nadó afectats per afeccions maternes que poden no estar relacionades amb l'embaràs en curs
- (P01) Fetus i nadó afectats per complicacions maternes de l'embaràs
- (P02) Fetus i nadó afectats per complicacions de placenta, cordó umbilical i membranes
- (P03) Fetus i nadó afectats per altres complicacions del treball de part i el part
- (P04) Fetus i nadó afectats per influències nocives transmeses a través de la placenta o de la llet materna

## P05-P08 - Trastorns relacionats amb la durada de la gestació i el creixement fetal
- (P05) Creixement fetal lent i malnutrició fetal
- (P07) Trastorns relacionats amb gestació curta i pes baix en néixer no classificats a cap altre lloc
  - (P07.0) Pes extremament baix en néixer
  - (P07.1) Altres tipus de pes baix en néixer
  - (P07.2) Immaduresa extrema
  - (P07.3) Altres nadons preterme
- (P08) Trastorns relacionats amb la prolongació de la gestació i l'excés de pes en néixer
  - (P08.0) Grandària excepcional del nadó
  - (P08.1) Altres nadons amb pes excessiu en relació amb l'edat gestacional independentment del temps de gestació.
  - (P08.2) Nadó postterme sense pes excessiu en relació amb l'edat gestacional completes o més (294 dies o més) sense grandària o

## P10-P15 - Traumatisme en el naixement
- (P10) Laceració i hemorràgia intracranials provocades per lesió durant el part
  - (P10.0) Hemorràgia subdural provocada per lesió durant el part
  - (P10.1) Hemorràgia cerebral provocada per lesió durant el part
  - (P10.2) Hemorràgia intraventricular provocada per lesió durant el part
  - (P10.3) Hemorràgia subaracnoidal provocada per lesió durant el part
  - (P10.4) Esquinçament tentorial provocat per lesió durant el part
- (P11) Altres lesions del sistema nerviós central durant el part
  - (P11.0) Edema cerebral provocat per lesió durant el part
  - (P11.1) Altres tipus de lesió encefàlica especificada provocada per lesió durant el part
  - (P11.2) Lesió encefàlica no especificada provocada per lesió durant el part
  - (P11.3) Lesió de nervi facial durant el part
  - (P11.4) Lesió d'altres nervis cranials durant el part
  - (P11.5) Lesió de columna vertebral i medul·la espinal durant el part
- (P12) Lesió del cuir cabellut durant el part
  - (P12.0) Cefalohematoma provocat per lesió durant el part
  - (P12.1) Bony provocat per lesió durant el part
  - (P12.2) Hemorràgia subaponeuròtica epicranial provocada per lesió durant el part
  - (P12.3) Equimosi del cuir cabellut provocada per lesió durant el part
  - (P12.4) Lesió del cuir cabellut del nadó per o durant el monitoratge
- (P13) Lesió de l'esquelet durant el part
  - (P13.0) Fractura cranial provocada per lesió durant el part
  - (P13.1) Altres lesions cranials durant el part
  - (P13.2) Lesió del fèmur durant el part
  - (P13.3) Lesió d'altres ossos llargs durant el part
  - (P13.4) Fractura de clavícula provocada per lesió durant el part
- (P14) Lesió del sistema nerviós perifèric
  - (P14.0) Paràlisi d'Erb provocada per lesió durant el part
  - (P14.1) Paràlisi de Klumpke provocada per lesió durant el part
  - (P14.2) Paràlisi de nervi frènic provocada per lesió durant el part
  - (P14.3) Altres lesions de plexe braquial durant el part
- (P15) Altres lesions durant el part
  - (P15.0) Lesió del fetge durant el part
  - (P15.1) Lesió de la melsa durant el part
  - (P15.2) Lesió esternomastoidal provocada durant el part
  - (P15.3) Lesió de l'ull durant el part
  - (P15.4) Lesió de la cara durant el part
  - (P15.5) Lesió dels genitals externs durant el part
  - (P15.6) Necrosi de teixit adipós subcutani provocada per lesió durant el part

## P20-P29 - Trastorns respiratoris i cardiovasculars específics del període perinatal
- (P20) Hipòxia intrauterina
- (P21) Asfíxia durant el part
- (P22) Destret respiratori del nadó
- (P23) Pneumònia congènita
- (P24) Síndromes d'aspiració neonatal
  - (P24.0) Aspiració neonatal de meconi
  - (P24.1) Aspiració neonatal de líquid àmnic i mocs
  - (P24.2) Aspiració neonatal de sang
  - (P24.3) Aspiració neonatal de llet i aliments regurgitats
- (P25) Emfisema intersticial i afeccions relacionades originades durant el període perinatal
  - (P25.0) Emfisema intersticial originat en el període perinatal
  - (P25.1) Pneumotòrax originat en el període perinatal
  - (P25.2) Pneumatomediastí originat en el període perinatal
  - (P25.3) Pneumatopericardi originat en el període perinatal
- (P26) Hemorràgia pulmonar originada en el període perinatal
- (P27) Malaltia respiratòria crònica originada en el període perinatal
  - (P27.0) Síndrome de Wilson-Mikity
  - (P27.1) Displàsia broncopulmonar originada en el període perinatal
- (P28) Altres afeccions respiratòries originades en el període perinatal
  - (P28.0) Atelèctasi primària del nadó
  - (P28.1) Altres atelèctasis del nadó i atelèctasi del nadó no especificada
  - (P28.2) Atacs cianòtics del nadó
  - (P28.3) Apnea del son primària del nadó
  - (P28.4) Altres tipus d'apnees del nadó
  - (P28.5) Fallida respiratòria del nadó
- (P29) Trastorns cardiovasculars originats en el període perinatal
  - (P29.0) Insuficiència cardíaca neonatal
  - (P29.1) Arrítmia cardíaca neonatal
  - (P29.2) Hipertensió neonatal
  - (P29.3) Circulació fetal persistent
  - (P29.4) Isquèmia miocardíaca transitòria del nadó

## P35-P39 - Infeccions específiques del període perinatal
- (P35) Malalties víriques congènites
  - (P35.0) Síndrome rubeolar congènita
  - (P35.1) Infecció congènita per citomegalovirus
  - (P35.2) Infecció congènita per herpesvirus [herpes simple]
  - (P35.3) Hepatitis vírica congènita
- (P36) Sèpsia bacteriana del nadó
- (P37) Altres malalties infeccioses i parasitàries congènites
  - (P37.0) Tuberculosi congènita
  - (P37.1) Toxoplasmosi congènita
  - (P37.2) Listeriosi neonatal (disseminada)
  - (P37.3) Paludisme [malària] congènit produït per Plasmodium falciparum
  - (P37.4) Altres tipus de paludisme [malària] congènit
  - (P37.5) Candidosi neonatal
- (P38) Omfalitis del nadó amb hemorràgia lleu o sense
- (P39) Altres infeccions específiques del període perinatal
  - (P39.0) Mastitis infecciosa neonatal
  - (P39.1) Conjuntivitis i dacriocistitis neonatals
  - (P39.2) Infecció intraàmnica del fetus no classificada a cap altre lloc
  - (P39.3) Infecció neonatal del tracte urinari
  - (P39.4) Infecció cutània neonatal

## P50-P61 - Trastorns hemorràgics i hematològics del fetus i el nadó
- (P50) Pèrdua de sang fetal
- (P51) Hemorràgia umbilical del nadó
- (P52) Hemorràgia intracranial no traumàtica del fetus i el nadó
- (P53) Malaltia hemorràgica del fetus i el nadó
- (P54) Altres hemorràgies neonatals
  - (P54.0) Hematèmesi neonatal
  - (P54.1) Melena neonatal
  - (P54.2) Hemorràgia rectal neonatal
  - (P54.3) Altres tipus d'hemorràgia gastrointestinal neonatal
  - (P54.4) Hemorràgia suprarenal neonatal
  - (P54.5) Hemorràgia cutània neonatal
  - (P54.6) Hemorràgia vaginal neonatal
- (P55) Malaltia hemolítica del fetus i el nadó
  - (P55.0) Isoimmunització Rh del fetus i el nadó
  - (P55.1) Isoimmunització AB0 del fetus i el nadó
- (P56) Hidrop fetal provocat per malaltia hemolítica
- (P57) Kernicterus
- (P58) Icterícia neonatal provocada per altres tipus d'hemòlisi excessiva
- (P59) Icterícia neonatal per altres causes i per causes no especificades
- (P60) Coagulació intravascular disseminada del fetus i el nadó
- (P61) Altres tipus de trastorns hematològics perinatals
  - (P61.0) Trombocitopènia neonatal transitòria
  - (P61.1) Policitèmia del nadó
  - (P61.2) Anèmia de la prematuritat
  - (P61.3) Anèmia congènita per pèrdua de sang fetal
  - (P61.4) Altres tipus d'anèmia congènita no classificades a cap altre lloc
  - (P61.5) Neutropènia neonatal transitòria
  - (P61.6) Altres tipus de trastorns de la coagulació neonatals transitoris

## P70-P74 - Trastorns endocrins i metabòlics transitoris específics del fetus i del nadó
- (P70) Trastorns transitoris del metabolisme dels carbohidrats específics del fetus i del nadó
  - (P70.0) Síndrome del nadó de mare amb diabetis gestacional
  - (P70.1) Síndrome de l'infant de mare diabètica
  - (P70.2) Diabetis mellitus neonatal
  - (P70.3) Hipoglucèmia neonatal iatrogènica
  - (P70.4) Altres tipus d'hipoglucèmia neonatal
- (P71) Trastorns neonatals transitoris del metabolisme del calci i el magnesi
  - (P71.0) Hipocalcèmia del nadó per llet de vaca
  - (P71.1) Altres tipus d'hipocalcèmia neonatal
  - (P71.2) Hipomagnesèmia neonatal
  - (P71.3) Tetània neonatal sense dèficit de magnesi o calci
  - (P71.4) Hipoparatiroïdisme neonatal transitori
- (P72) Altres trastorns endocrins neonatals transitoris
  - (P72.0) Goll neonatal no classificat a cap altre lloc
  - (P72.1) Hipertiroïdisme neonatal transitori
  - (P72.2) Altres trastorns neonatals transitoris de la funció tiroidal no classificats a cap altre lloc
- (P74) Altres alteracions electrolítiques i metabòliques neonatals transitòries
  - (P74.0) Acidosi metabòlica tardana del nadó
  - (P74.1) Deshidratació del nadó
  - (P74.2) Alteracions de l'equilibri de sodi del nadó
  - (P74.3) Alteracions de l'equilibri de potassi del nadó
  - (P74.4) Altres alteracions electrolítiques transitòries del nadó
  - (P74.5) Tirosinèmia transitòria del nadó

## P75-P78 - Trastorns de l'aparell digestiu del fetus i el nadó
- (P75) Ili meconial (E84.1†)
- (P76) Altres tipus d'obstrucció intestinal del nadó
  - (P76.0) Síndrome del tap de meconi
  - (P76.1) Ili transitori del nadó
  - (P76.2) Obstrucció intestinal provocada per llet espessa
- (P77) Enterocolitis necrosant del fetus i el nadó
- (P78) Altres trastorns perinatals de l'aparell digestiu
  - (P78.0) Perforació intestinal perinatal
  - (P78.1) Altres tipus de peritonitis neonatal
  - (P78.2) Hematèmesi i melena neonatals per sang materna deglutida
  - (P78.3) Diarrea neonatal no infecciosa

## P80-P83 - Afeccions relacionades amb el tegument i la regulació de la temperatura en el fetus i el nadó
- (P80) Hipotèrmia del nadó
- (P81) Altres alteracions de la regulació de la temperatura en el nadó
  - (P81.0) Hipertèrmia ambiental del nadó
- (P83) Altres afeccions del tegument específiques del fetus i el nadó
  - (P83.0) Esclerema dels nadons
  - (P83.1) Eritema tòxic dels nadons
  - (P83.2) Hidrop fetal no provocat per malaltia hemolítica
  - (P83.3) Altres edemes específics del fetus i el nadó i edema específic del fetus i el nadó no especificat
  - (P83.4) Ingurgitació mamària del nadó
  - (P83.5) Hidrocele congènita
  - (P83.6) Pòlip umbilical del nadó

## P90-P96 - Altres trastorns originats en el període perinatal
- (P90) Convulsions del nadó
- (P91) Altres alteracions de l'estat cerebral del nadó
  - (P91.0) Isquèmia cerebral neonatal
  - (P91.1) Quists periventriculars adquirits del nadó
  - (P91.2) Leucomalàcia cerebral neonatal
  - (P91.3) Irritabilitat cerebral neonatal
  - (P91.4) Depressió cerebral neonatal
  - (P91.5) Coma neonatal
  - (P91.6) Encefalopatia hipòxica isquèmica del nadó
- (P92) Problemes d'alimentació que afecten el nadó
  - (P92.0) Vòmits del nadó
  - (P92.1) Regurgitació i ruminació del nadó
  - (P92.2) Ingestió lenta del nadó
  - (P92.3) Subalimentació del nadó
  - (P92.4) Sobrealimentació del nadó
  - (P92.5) Dificultat neonatal en l'alletament matern
- (P93) Reaccions i intoxicacions provocades per fàrmacs administrats al fetus i el nadó
- (P94) Trastorns del to muscular del nadó
  - (P94.0) Miastènia greu neonatal transitòria
  - (P94.1) Hipertonia congènita
  - (P94.2) Hipotonia congènita
- (P95) Mort fetal per causa no especificada
- (P96) Altres afeccions originades en el període perinatal
  - (P96.0) Fallida renal congènita
  - (P96.1) Símptomes de síndrome d'abstinència neonatal pel consum matern de substàncies addictives
  - (P96.2) Símptomes de síndrome d'abstinència per ús terapèutic de fàrmacs o drogues en el nadó
  - (P96.3) Sutures cranials àmplies del nadó
  - (P96.4) Interrupció de l'embaràs que afecta el fetus i el nadó
  - (P96.5) Complicacions de procediments intrauterins no classificades a cap altre lloc